# SANE (software)
Scanner Access Now Easy (SANE) è una API (application programming interface) che fornisce un accesso standardizzato all'hardware di qualsiasi scanner (scanner a superficie piana, scanner palmari, video e fotocamere, frame grabber, ecc.).

## Caratteristiche

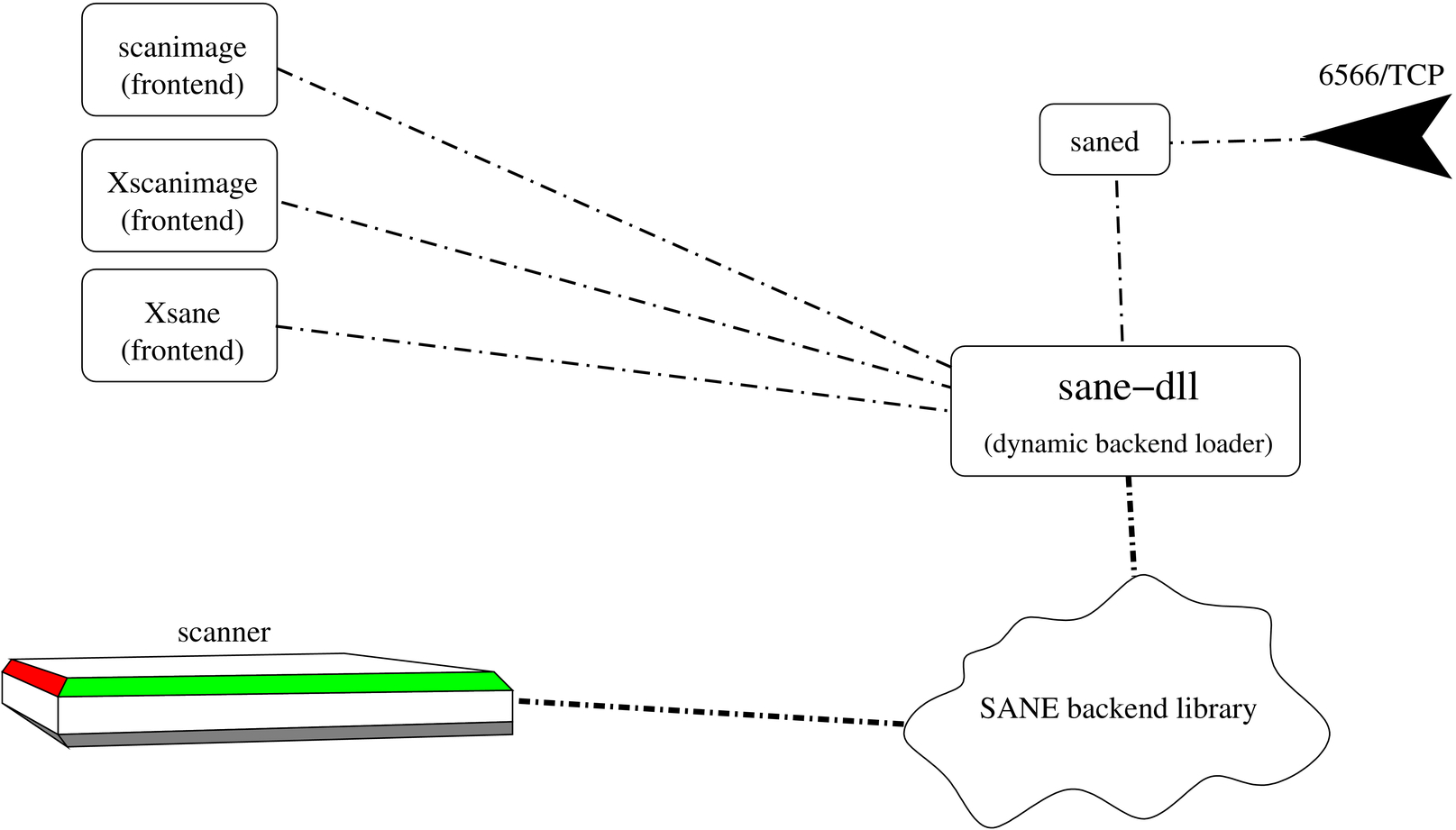
Struttura di SANE

Il codice sorgente di SANE è stato scritto per sistemi UNIX (incluso GNU/Linux) ed è regolato dalla licenza GNU General Public License. Esistono versioni di SANE anche per macOS e OS/2. Le API di SANE sono di dominio pubblico e il suo sviluppo è aperto a tutti. È comunemente usato sotto Linux.
A differenza dello standard TWAIN, SANE separa frontend (programmi utenti, applicazioni) e backend (driver degli scanner) rendendone facile l'utilizzo via rete.
Con SANE è possibile scrivere un solo driver per dispositivo di acquisizione d'immagine, indipendentemente dall'applicazione che usa tale dispositivo. Così, se si hanno 3 applicazioni e 4 dispositivi, tradizionalmente si dovrebbero scrivere 12 programmi diversi, ma con SANE tale numero si riduce a 7: le 3 applicazioni più i 4 driver. Perciò SANE è considerata un'interfaccia universale.

## Interfacce grafiche per SANE

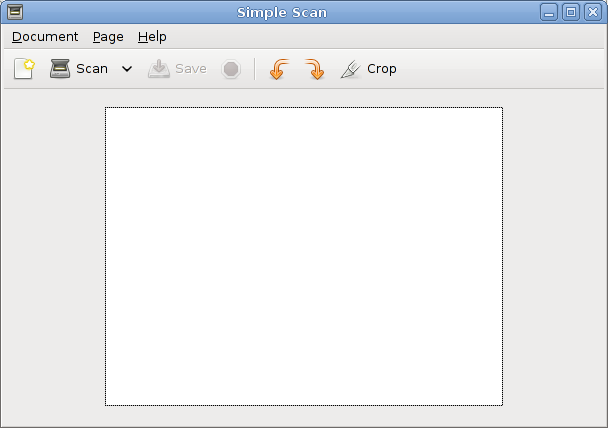
Simple Scan 2.32.0.

- XSane[1]
- Kooka
- xscanimage
- scanlite
- FlScan
- OpenOffice.org
- LibreOffice
- QuiteInsane
- Simple Scan